# Кінсько-Роздорівська волость
Кінсько-Роздорівська волость — адміністративно-територіальна одиниця Олександрівського повіту Катеринославської губернії.
Станом на 1886 рік складалася з 5 поселень, 5 сільських громад. Населення — 12967 осіб (6630 чоловічої статі та 6337 — жіночої), 2003 дворових господарства.
|                     | Площа, десятин | У тому числі орної, дес. |
| ------------------- | -------------- | ------------------------ |
| Сільських громад    | 39899          | 34473                    |
| Приватної власності | 4319           | 1020                     |
| Казенної власності  | 3275           | 530                      |
| Іншої власності     | 419            | 342                      |
| Загалом             | 47912          | 36365                    |

Основні поселення волості:
- Кінські Роздори — колишнє власницьке село при річці Конка за 96 верст від повітового міста, 4194 особи, 736 дворів, православна церква, 6 лавок, 3 ярмарки на рік, базари по неділях.
- Басань — колишнє власницьке село при річці Токмачці, 3108 осіб, 482 двори, православна церква, школа, 2 лавки.
- Гусарка — колишнє власницьке село при річці Гусарці, 2040 осіб, 340 дворів, православна церква, школа, 3 лавки.
- Семенівка (Кирилівка) — колишнє власницьке село при річці Токмачці, 2256 осіб, 401 двір, православна церква, школа, 2 лавки, 2 ярмарки на рік.